# Molinologie

Logo der Internationalen Molinologischen Gesellschaft, weltweiter Dachverband der Mühlenkunde

Die Molinologie (von lateinisch molīna ‚Mühle‘ und altgriechisch λόγος lógos, deutsch ‚Kunde‘, ‚Lehre‘, deutsch Mühlenkunde, -lehre oder -wesen) ist das Fachgebiet, das sich mit Bau und Betrieb, Geschichte und Kultur von Mühlen sowie dem Müllereihandwerk befasst. Ein Schwerpunkt liegt dabei auf der Denkmalpflege von historischen Muskelkraft-, Wasser- und Windmühlen.

## Beschreibung
Der Begriff Molinologie wurde 1965 beim ersten Symposium der Internationalen Molinologischen Gesellschaft, dem weltweiten Dachverband der Mühlenkunde, geprägt.
Zur Förderung des öffentlichen Interesses und zur Information setzen sich die molinologischen Vereine und Verbände für die Einrichtung von Mühlenmuseen und die Ausweisung von Ferienstraßen, Rad- und Wanderwegen zum Thema Mühlen ein. Sie richten öffentliche Mühlentage, wie den Deutschen Mühlentag sowie Fachtagungen für Mühlenfreunde und Mühlenbauer aus.

## Molinologische Vereinigungen
Die zahlreichen nationalen und internationalen Mühlenvereinigungen unterstützen sich gegenseitig durch Austausch von Erfahrungsberichten und Forschungsergebnissen:
- International: The International Molinological Society (TIMS)
- Deutschland: Deutsche Gesellschaft für Mühlenkunde und Mühlenerhaltung (DGM)

→ Unterorganisationen siehe Landesverbände der DGM
- Deutschland: TIMS Berlin e. V. (TIMS Symposium 2019)
- Schweiz: Vereinigung Schweizer Mühlenfreunde[1]
- Niederlande: Vereniging De Hollandsche Molen[2]
- Belgien: Molenzorg Vlaanderen[3]
- Vereinigte Staaten: Society for the Preservation of Old Mills (SPOOM)
- Irland: Society for the Preservation of Ancient and Traditional Irish Mills